# يان فانغ سورينسن
يان فانغ سورينسن (بالدنماركية: Jan Vang Sørensen)‏ هو لاعب كرة قدم دنماركي، ولد في 1960. لعب مع نادي أودنسه.